# 福田保
福田 保（ふくだ たもつ、生没年不詳）は、明治時代の東京の地本問屋。

## 来歴
明治時代に東京府日本橋区新乗物町4番地において地本問屋を営業している。月岡芳年の錦絵を出版している。

## 作品
- 月岡芳年「曽我時致乗裸馬駆大磯」 大判3枚続 錦絵 明治18年（1885年）